# Ітікава Кон
Кон Ічіка́ва (Ітакава) (яп. 市川 崑, Ічікава Кон, 20 листопада 1915, Ісе, Міе, Японія — пом. 13 лютого 2008, Токіо, Японія)  — японський кінорежисер, сценарист і продюсер. Багаторазовий номінант та лауреат міжнародних та національних фестивальних та професійних кінонагород .

## Біографія
Ґііті Ічікава народився 20 листопада 1915 року в Ісе, префектура Міе в Японії. Коли Ґііті було чотири роки, помер його батько, і сімейна крамниця кімоно розорилася. Хлопчик жив разом з сестрою. Ім'я «Кон» дав йому дядько, який вважав, що елементи кандзі 崑 означають удачу, оскільки ієрогліф ділиться по вертикалі на дві однакові половинки. Хлопчик любив малювати і хотів стати художником; захоплювався кіно, особливо жанром тямбара. У підлітковому віці був приголомшений циклом «Silly Symphonies» Волта Діснея і вирішив стати мультиплікатором.
У 1933 році, після закінчення технічного коледжу в Осаці, працював у відділі анімації на місцевій кіностудії J.O Studio. Через роки признавався історикові японського кіно Дональду Річі: «Я як і раніше мультиплікатор, і, напевно, найважливіший вплив на мої фільми (окрім Чапліна, особливо „Золотої лихоманки“) зробив Дісней».
Коли відділ анімації скасували, Ічікава перейшов у відділ художнього кіно асистентом режисера. Серед режисерів, з якими йому довелося працювати, — Ютака Абе і Нобуо Аояґі.
На початку 1940-х років J.O Studio злилася з P.C.L. і Toho Film Distribution, утворивши одну з найбільших японських кінокомпаній Toho. Ічікава переїхав до Токіо. У 1946-му зняв свій перший самостійний фільм «Дівчина у храмі Додзьо» — анімаційну стрічку з маріонетками театру бунраку. Оскільки сценарій не пройшов цензуру, американські окупаційна влада конфіскувала фільм; протягом багатьох років він вважався загубленим, але потім знайшовся у Французькій сінематеці.
На Toho Ічікава познайомився з Натто Вадою (справжнє ім'я і прізвище. Юміко Можі, 1920—1983), що працювала на студії перекладачкою. Вони одружилися у 1948 році, а наступного року вийшли два перші фільми Ічікави, зняті за сценарієм Вади: «Образ людини» і «Нескінченна пристрасть».
У 1950—1965 роках, що часто називаються «періодом Натто Вади», з'явилися більшість найвизнаніших фільмів Ічікави. Вада написала за ці роки 34 сценарії, більшість з яких — адаптації.
У 1960-ті роки Ічікава почав знімати документальні стрічки. Всесвітню славу принесла йому «Токійська Олімпіада» (1965). Ця стрічка тривалістю 2 години 45 хвилин сприймалася майже революцією у спортивному документальному кіно. Замість механічної фіксації кожної події режисер робить тут акцент на емоційній реакції глядачів і учасників.
З 1965 по 1973 роки Ічікава не працював у художньому кіно, знімаючи документальні і анімаційні стрічки. Повернувся на великий екран з фільмом «Блукачі» (1973), японською варіацією на тему американського «Безтурботного їздця» (1969, реж. Денніс Гоппер). У 1980 роки Ічікава, повернувшись у своє минуле, створив кольоровий ремейк «Бірманської арфи» (1985), зняв чергові версії уже екранізованих ним творів («47 ронінів», «Повість про старого Такеторі») та документальну стрічку «Акторка кіно» (1987) про Кінуе Танаку, яка почала зніматися ще в епоху німого кіно та досягла свого найвищого розквіту у фільмах Кендзі Мідзоґуті.
Кон Ічікава помер від запалення легенів 13 лютого 2008 року в токійській лікарні. Йому було 92 роки.

## Фільмографія
| Рік  | Українська назва                        | Оригінальна назва                                       | Примітки                                                                                         |
| ---- | --------------------------------------- | ------------------------------------------------------- | ------------------------------------------------------------------------------------------------ |
| 1934 | Гора Катікаті                           | 新説カチカチ山 (Kachikachi Yama)                        | к/м, анімаційний                                                                                 |
| 1946 | Дівчина у храмі Додзьо                  | 娘道成寺 (Musume Dojoji)                                | к/м, анімаційний                                                                                 |
| 1947 | 1001 ніч з Тохо                         | 東宝千一夜 (Tôhô sen'ichi-ya)                           |                                                                                                  |
| 1948 | Квітка розквітає                        | 眞知子 より－ 花ひらく (Hana hiraku — Machiko yori)     |                                                                                                  |
| 1948 | 365 ночей: Токіо                        | 三百六十五夜 ・東京篇 (Sambyakurokujugo ya — Tokyo-hen) |                                                                                                  |
| 1948 | 365 ночей: Осака                        | 三百六十五夜 ・大阪篇 (Sambyakurokujugo ya — Osaka-hen) |                                                                                                  |
| 1949 | 365 ночей                               | 三百六十五夜 (Sambyakurokujugo ya)                      |                                                                                                  |
| 1952 | Пан Везунчик                            | ラッキーさん (Rakki-san)                                |                                                                                                  |
| 1953 | Пан Пу                                  | プーサン (Pu-san)                                       |                                                                                                  |
| 1955 | Серце                                   | こゝろ (Kokoro)                                         | за однойменним романом Нацуме Сосекі                                                             |
| 1956 | Кімната насильства                      | 処刑の部屋 (Shokei no heya)                             | за романом Сінтаро Ісіхари                                                                       |
| 1956 | Бірманська арфа                         | ビルマの竪琴 (Biruma no tategoto)                       | за романом Мітіо Такеями                                                                         |
| 1958 | Полум'я                                 | 炎上 (Enjô)                                             | за романом Юкіо Місіми Золотий Храм                                                              |
| 1959 | Ключ                                    | 鍵 (Kagi)                                               | за Юн'їчіро Танідзакі                                                                            |
| 1959 | Польові вогні                           | 野火 (Nobi)                                             | по романом Сьохея Ооки                                                                           |
| 1960 | Заповідь жінки                          | 女経 (Jokyo)                                            | кіноальманах з трьох новел; новела 2: «Жінка, яка уміє продати дорого»; за твором Сьофу Муромацу |
| 1960 | Молодший брат                           | おとうと (Ototo)                                        | за романом Ая Коди                                                                               |
| 1961 | Десять чорних жінок                     | 黒い十人の女 (Kuroi junin no onna)                      |                                                                                                  |
| 1962 | Порушений заповіт                       | 破戒 (Hakai)                                            | за романом Тосона Сімадзакі                                                                      |
| 1962 | Мені два роки                           | 私は二歳 (Watashi wa nisai)                             | за романом Мітіо Мацуди                                                                          |
| 1963 | Помста актора                           | 雪之丞変化 (Yukinojō henge)                             |                                                                                                  |
| 1963 | Самостійно через Тихий океан            | 太平洋ひとりぼっち (Taiheiyô hitoribocchi)              |                                                                                                  |
| 1965 | Токійська Олімпіада                     | 東京オリンピック (Tôkyô orimpikku)                      | документальний                                                                                   |
| 1966 | Повість про Гендзі                      | 源氏物語 (Genji monogatari)                             | за Мурасакі Сікібу                                                                               |
| 1971 | Знову любити                            | 愛ふたたび (Ai futatabi)                                |                                                                                                  |
| 1973 | Блукачі                                 | 股旅 (Matatabi)                                         |                                                                                                  |
| 1975 | Ваш покірний слуга кіт                  | 吾輩は猫である (Wagahai wa neko de aru)                 | за Нацуме Сосекі                                                                                 |
| 1976 | Клан Інуґамі                            | 犬神家の一族 (Inugami-ke no ichizoku)                   | за Сейсі Йокомідзо                                                                               |
| 1977 | Диявольська считалочка                  | 悪魔の手毬唄 (Akuma no temari-uta)                      | за Сейсі Йокомідзо                                                                               |
| 1977 | Острів Ґокумон                          | 獄門島 (Gokumon-to)                                     | за Сейсі Йокомідзо                                                                               |
| 1978 | Бджолина матка                          | 女王蜂 (Joôbachi)                                       | за Сейсі Йокомідзо                                                                               |
| 1978 | Вогняний птах                           | 火の鳥 (Hi no tori)                                     |                                                                                                  |
| 1979 | Будинок повішеної на Лікарняному Спуску | 病院坂の首縊りの家 (Byoinzaka no kubikukuri no ie)      | за Сейсі Йокомідзо                                                                               |
| 1981 | Щастя                                   | 幸福 (Kofuku)                                           |                                                                                                  |
| 1983 | Дрібний сніг                            | 細雪 (Sasame-yuki)                                      | за Юн'їтіро Танідзакі                                                                            |
| 1985 | Бірманська арфа                         | ビルマの竪琴 (Biruma no tategoto)                       | ремейк фільму 1956 року                                                                          |
| 1987 | Принцеса з Місяця                       | 竹取物語 (Taketori monogatari)                          |                                                                                                  |
| 1988 | Журавель                                | つる －鶴－(Tsuru)                                      |                                                                                                  |
| 1991 | Вбивці під масками но                   | 天河伝説殺人事件 (Tenkawa densetsu satsujin jiken)      |                                                                                                  |
| 1993 | За тими дверима (Фуса)                  | その木戸を通って (Sono kido o totte)                    | за оповіданням Сюгоро Ямамото                                                                    |
| 1994 | 47 ронінів                              | 四十七人の刺客 (Shijûshichinin no shikaku)              |                                                                                                  |
| 2000 | Дора-Хейта                              | どら平太 (Dora-Heita)                                   |                                                                                                  |
| 2000 | Сінсенґумі                              | 新選組 (Shinsengumi)                                    |                                                                                                  |
| 2001 | Мама                                    | かあちゃん (Kah-chan)                                   |                                                                                                  |
| 2006 | Клан Інугамі                            | 犬神家の一族 (Inugami-ke no ichizoku)                   |                                                                                                  |

## Визнання
| Нагороди та номінації Кона Ічікави                | Нагороди та номінації Кона Ічікави                            | Нагороди та номінації Кона Ічікави | Нагороди та номінації Кона Ічікави |
| Рік                                               | Категорія                                                     | Фільм                              | Результат                          |
| ------------------------------------------------- | ------------------------------------------------------------- | ---------------------------------- | ---------------------------------- |
| Венеційський міжнародний кінофестиваль            |                                                               |                                    |                                    |
| 1956                                              | Золотий лев                                                   | Бірманська арфа                    | Номінація                          |
| 1956                                              | Приз Сан Джорджо                                              | Бірманська арфа                    | Перемога                           |
| 1956                                              | Спеціальна згадка                                             | Бірманська арфа                    | Перемога                           |
| 1956                                              | Приз Міжнародної Католицької організації в царині кіно (OCIC) | Бірманська арфа                    | Перемога                           |
| 1959                                              | Золотий лев                                                   | Полум'я                            | Номінація                          |
| 1983                                              | Золотий лев                                                   | Дрібний сніг                       | Номінація                          |
| Італійський національний синдикат кіножурналістів |                                                               |                                    |                                    |
| 1959                                              | Премія Срібна стрічка найкращому іноземному режисерові        | Бірманська арфа                    | Номінація                          |
| Берлінський міжнародний кінофестиваль             |                                                               |                                    |                                    |
| 1960                                              | Золотий ведмідь                                               | Заповідь жінки                     | Номінація                          |
| 1971                                              | Золотий ведмідь                                               | Знову любити                       | Номінація                          |
| 2000                                              | Камера Берлінаре                                              | Камера Берлінаре                   | Перемога                           |
| Каннський міжнародний кінофестиваль               |                                                               |                                    |                                    |
| 1960                                              | Золота пальмова гілка                                         | Ключ                               | Номінація                          |
| 1960                                              | Приз журі                                                     | Ключ                               | Перемога                           |
| 1961                                              | Золота пальмова гілка                                         | Молодший брат                      | Номінація                          |
| 1964                                              | Технічний Гран-прі — Спеціальна згадка                        | Молодший брат                      | Перемога                           |
| 1900                                              | Золота пальмова гілка                                         | Самостійно через Тихий океан       | Номінація                          |
| Премія «Блакитна стрічка»                         |                                                               |                                    |                                    |
| 1960                                              | Найкращий режисер                                             | Ключ та Польові вогні              | Перемога                           |
| 1961                                              | Найкращий фільм                                               | Молодший брат                      | Перемога                           |
| 1961                                              | Найкращий режисер                                             | Молодший брат                      | Перемога                           |
| 1963                                              | Найкращий режисер                                             | Порушений заповіт та Мені два роки | Перемога                           |
| 2009                                              | Спеціальна премія                                             | Спеціальна премія                  | Перемога                           |
| Міжнародний кінофестиваль у Локарно               |                                                               |                                    |                                    |
| 1961                                              | Золота мушля                                                  | Польові вогні                      | Перемога                           |
| Премія «Майніті»                                  |                                                               |                                    |                                    |
| 1961                                              | Найкращий фільм                                               | Молодший брат                      | Перемога                           |
| 1961                                              | Найкращий режисер                                             | Заповідь жінки та Молодший брат    | Перемога                           |
| 1962                                              | Найкращий режисер                                             | Порушений заповіт та Мені два роки | Перемога                           |
| 1962                                              | Найкращий сценарій (разом з Натто Вадою)                      | Порушений заповіт та Мені два роки | Перемога                           |
| 1977                                              | Премія Вибір читачів                                          | Клан Інуґамі                       | Перемога                           |
| 1986                                              | Премія Вибір читачів                                          | Бірманська арфа                    | Перемога                           |
| 1995                                              | Премія Вибір читачів                                          | 47 ронінів                         | Перемога                           |
| 2009                                              | Спеціальна премія                                             | Спеціальна премія                  | Перемога                           |
| Премія Kinema Junpo                               |                                                               |                                    |                                    |
| 1961                                              | Найкращий фільм                                               | Молодший брат                      | Перемога                           |
| 1961                                              | Найкращий режисер                                             | Молодший брат                      | Перемога                           |
| 1963                                              | Найкращий фільм                                               | Мені два роки                      | Перемога                           |
| 1963                                              | Найкращий режисер                                             | Мені два роки                      | Перемога                           |
| 1977                                              | Премія Вибір читачів — Найкращий японський кінорежисер        | Клан Інуґамі                       | Перемога                           |
| Премія BAFTA                                      |                                                               |                                    |                                    |
| 1966                                              | UN Award                                                      | Токійська Олімпіада                | Перемога                           |
| 1966                                              | Flaherty Documentary Award                                    | Токійська Олімпіада                | Перемога                           |
| Токійський міжнародний кінофестиваль              |                                                               |                                    |                                    |
| 1994                                              | Гран-прі Токіо                                                | 47 ронінів                         | Номінація                          |
| 1994                                              | Спеціальний приз журі                                         | 47 ронінів                         | Перемога                           |
| 2006                                              | Премія Акіри Куросави                                         | Премія Акіри Куросави              | Перемога                           |
| Премія Японської академії                         |                                                               |                                    |                                    |
| 2009                                              | Премія за життєві досягнення                                  | Премія за життєві досягнення       | Перемога                           |
| Монреальський кінофестиваль                       |                                                               |                                    |                                    |
| 2001                                              | Гран-прі Америк                                               | Мама                               | Номінація                          |
| 2001                                              | Премія за життєві досягнення                                  | Премія за життєві досягнення       | Перемога                           |